# Pakri

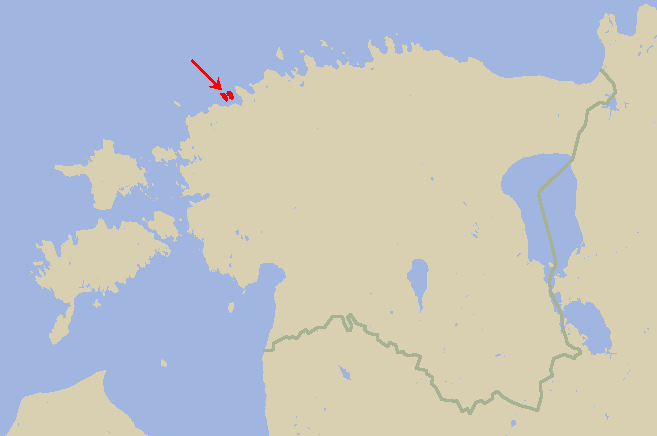
Ostrovy Pakri na mapě Estonska (vlevo Suur-Pakri, vpravo Väike-Pakri)

Souostroví Pakri (estonsky Pakri saared, švédsky Rågöarna) se nachází v Estonsku a tvoří jej dva velké ostrovy a několika menších ostrůvků ve Finském zálivu. Hlavní ostrovy se nazývají Suur-Pakri a Väike-Pakri (švédsky Stora Rågö a Lilla Rågö, česky též Velké Pakri a Malé Pakri). Souostroví administrativně patří pod správu města Paldiski.

## Název
Švédsky byly ostrovy pojmenovány Rågöarna, tedy Žitné ostrovy, podle žita, které bylo ve středověku nejdůležitější pěstovanou plodinou. V historických materiálech bývají ostrovy někdy označovány jako Västra Rågö (Západní Žitný ostrov) a Östra Rågö (Východní Žitný ostrov), případně zkráceně Västerö (Západní ostrov) a Österö (Východní ostrov).
Poněkud paradoxně je Väike-Pakri (Malé Pakri) nadmořskou výškou i rozlohou větší než Suur-Pakri (Velké Pakri). Názvy ostrovů zřejmě vycházejí ze skutečnosti, že na Suur-Pakri jsou lepší podmínky k zemědělství a proto zde také v minulosti žilo více obyvatel.

## Geografie

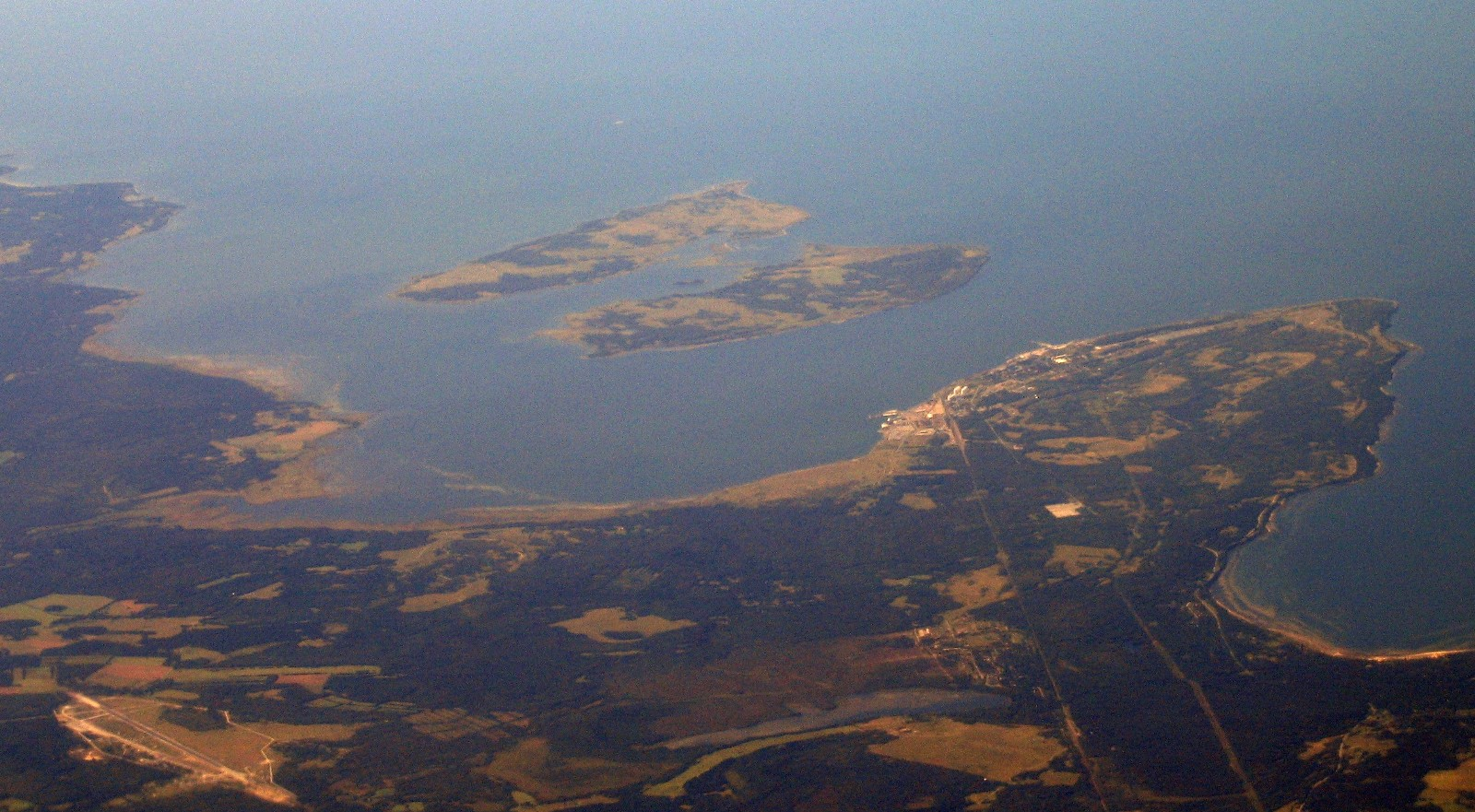
Letecký pohled na souostroví Pakri a poloostrov Pakri

Souostroví se nachází u severozápadního pobřeží Estonska. Väike-Pakri leží 3 km západně od města Paldiski a poloostrova Pakri, od nichž jej odděluje přes 20 m hluboký Paldiský záliv. Mezi jižním pobřeží ostrovů a pevninou se rozkládá poměrně mělký, 3 km široký průliv Kurkse väin. Jedná se o sedmý a osmý největší ostrov Estonska. Oba ostrovy jsou kolem 6 km dlouhé a 2 až 2,5 km široké. Hlavní ostrovy odděluje mělký průliv, jehož hloubka se pohybuje kolem 2 m. V průlivu se nachází několik ostrůvků, z nichž největší je Longrond (též Longrund či Longgrånne, 0,1 km2), Kappa (3,9 ha) a Bergrond (Bjärgrånne, 0,8 ha). Od roku 1952 spojuje oba hlavní ostrovy hráz vybudovaná sovětskou armádou.
| # | ostrov      | rozloha (km²) | pobřeží (km) | max.nadm. výška (m) | nejvyšší vrchol | počet obyvatel | hustota zalidnění | největší sídlo | lokalizace                       |
| - | ----------- | ------------- | ------------ | ------------------- | --------------- | -------------- | ----------------- | -------------- | -------------------------------- |
| 1 | Väike-Pakri | 13,500        | 18           | 13                  | —               | 5              | 0,37              | Suurküla       | 59°20′25″ s. š., 23°58′32″ v. d. |
| 2 | Suur-Pakri  | 12,680        | 23           | 8                   | —               | 0              | 0,00              | —              | 59°20′ s. š., 23°54′ v. d.       |
| 3 | Longrond    | 0,100         | —            | —                   | —               | 0              | 0,00              | —              | 59°20′5″ s. š., 23°56′24″ v. d.  |
| 4 | Kappa       | 0,039         | —            | —}                  | —               | 0              | 0,00              | —              | 59°19′52″ s. š., 23°57′21″ v. d. |
| 5 | Bergrond    | 0,008         | —            | —                   | —               | 0              | 0,00              | —              | 59°19′13″ s. š., 23°57′31″ v. d. |

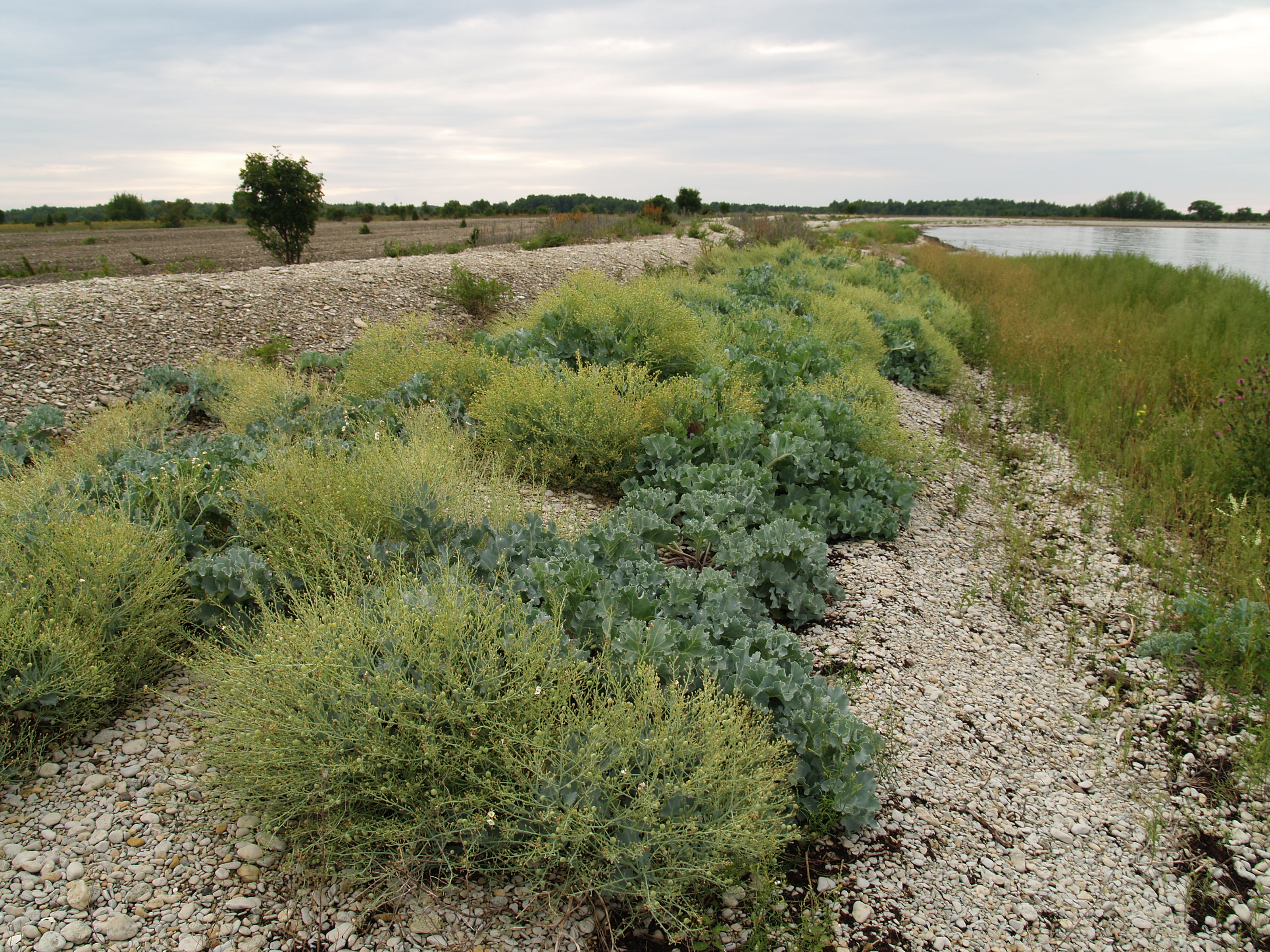
Katrán přímořský na pakrijském pobřeží

Ostrovy probíhá Baltský klint, který tvoří na severním pobřeží obou ostrovů a na východním břehu Väike-Pakri vysoké útesy. Na útesech je zřetelně patrná erozní činnost příboje a za prudkých jarních bouří se měkké skály tvořené převážně vrstevnatými, na zkameněliny bohatými ordovickými vápenci občas s rachotem řítí do moře. Z útesů, zejména na ostrově Väike-Pakri, vyvěrá řada pramenů napájených srážkovou vodou. Břeh v průlivu mezi ostrovy je bahnitý a zarostlý křovinami. Zbylá část pobřeží je tvořena převážně štěrkovými plážemi. Na ostrovech se též nachází celá řada bludných balvanů.

## Příroda

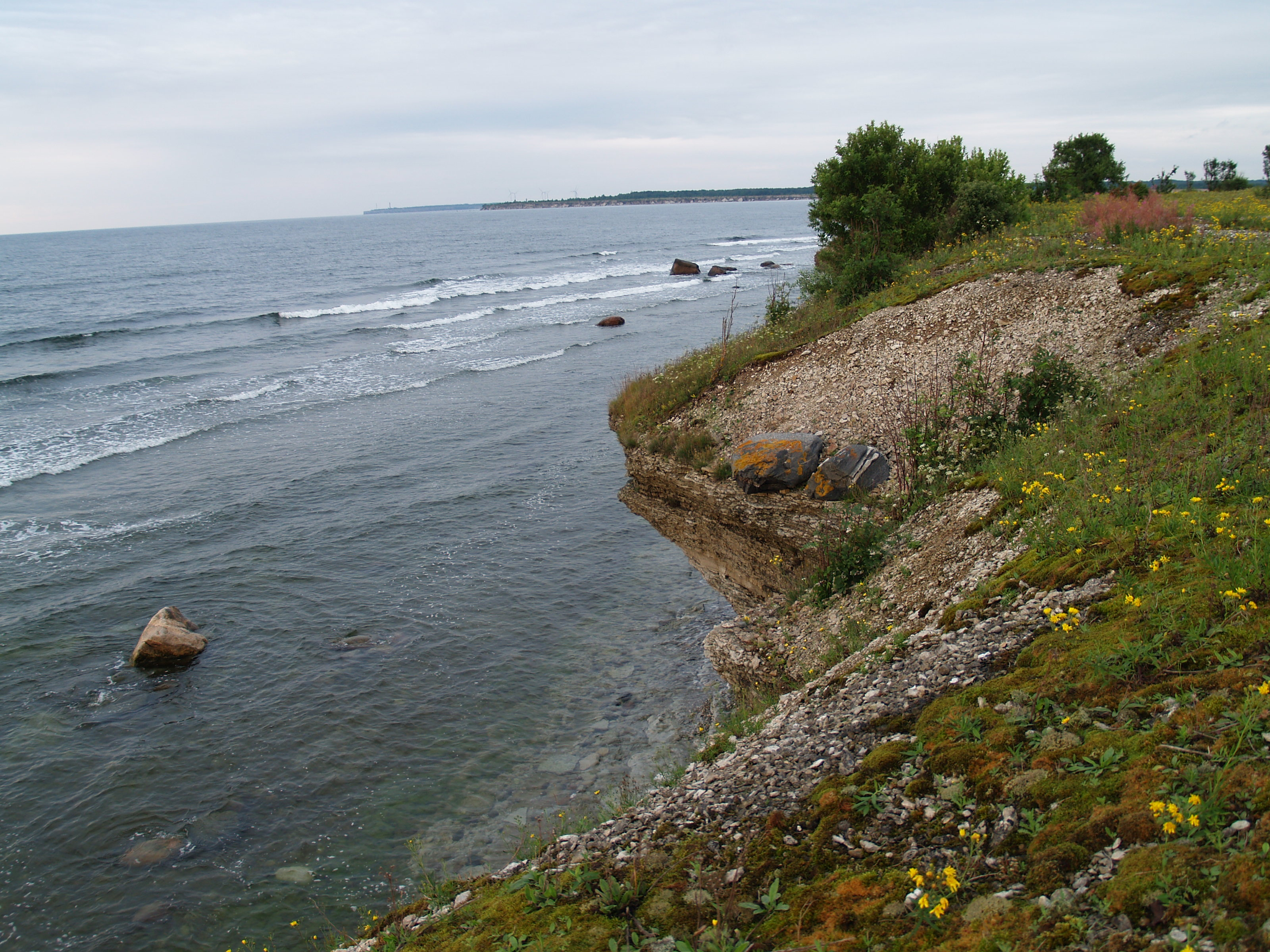
Vápencové útesy na velkopakrijském pobřeží

Typickým krajinným útvarem na Pakri jsou v blízkosti útesů se nacházející krasové louky. Na Suur-Pakri se rozprostírá největší taková louka v Estonsku s několika mělkými jezery a rozlohou přes 500 ha. Rostou zde převážně suchomilné traviny, sukulentní rostliny, mechy a lišejníky. Keře jsou většinou nízkého vzrůstu a zastupují je zejména jalovec obecný, řešetlák počistivý a jeřáb mišpulka. Na Väike-Pakri se v místě bývalého kamenolomu (Suur Kivimurd, Stor Stäinbrocke) nachází močál s vápenatou půdou, kde roste celá řada orchidejí a vzácných mechů. Většinu plochy ostrovů však pokrývá smíšený les, který se po odchodu původních obyvatel na sklonku II. světové války rozrostl na bývalá pole a pastviny. V okolí jezer a v průlivu mezi ostrovy, se nachází rozsáhlá hnízdiště vodního ptactva.
Na ochranu vzácných biotopů byla v roce 1998 zřízena chráněná krajinná oblast Pakri. Rozkládá se na ploše 1451 ha a zabírá severní část obou ostrovů a průlivu mezi ostrovy, většinu menších ostrůvků, jižní část ostrova Väike-Pakri a také část poloostrova Pakri.

## Dějiny

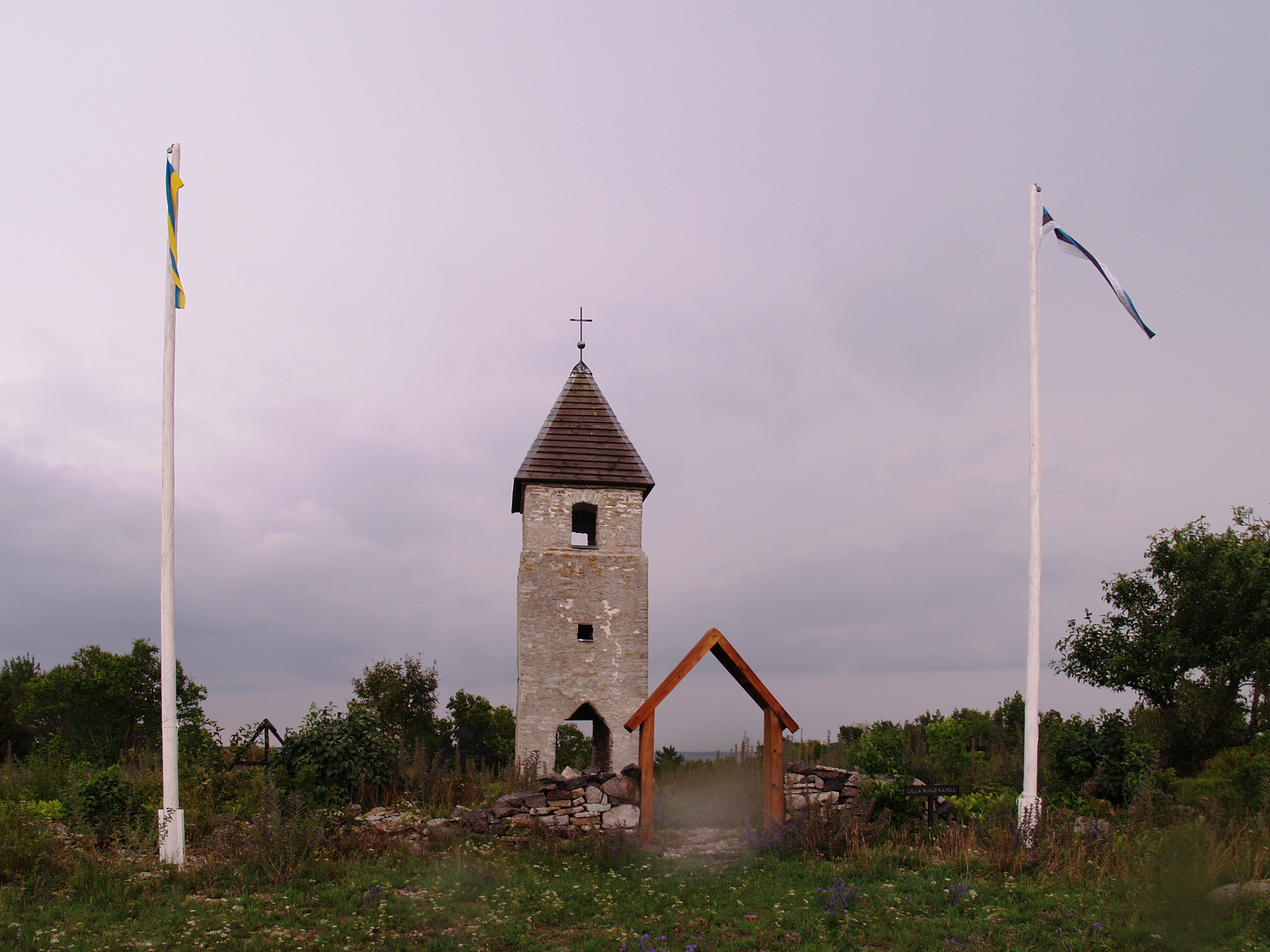
Obnovená věž malopakrijské kaple, zničené sovětskou armádou

První písemná zmínka o ostrovech, tehdy nazývaných Rogoy pochází z roku 1283, kdy dánský král Erik Glipping potvrdil výčet majetku ve vlastnictví kláštera v Padise. V roce 1345 zakoupilo západní ostrov (Suur-Pakri) od kláštera pět, pravděpodobně z Finska pocházejících, selských rodin švédské národnosti. Od této chvíle se začíná psát historie osídlení ostrovů. Po nějaké době se švédští sedláci usadili i na východním ostrově, ale přesné datum této události se nedochovalo. Jisté je, že v roce 1425, ze kterého pochází první písemný doklad o Väike-Pakri, patřil ostrov řádovému statku v Keile a místní obyvatelé se úspěšně věnovali rybolovu a pěstování obilí.
Po livonské válce připadl majetek Padiského kláštera švédskému králi. Na začátku 17. století daroval král Gustav II. Adolf klášter a všechny k němu připadající pozemky rižskému purkmistrovi, který následně zakoupil i keilské panství a společně s ním tedy i ostrov Väike-Pakri. Ve vlastnictví rodiny von Rammů byly ostrovy až do roku 1921, kdy proběhla estonská pozemková reforma.
Největší počet obyvatel — přibližně 500 — žil na ostrovech v období od konce 18. do první poloviny 19. století. Na každém z ostrovů se nacházela škola, kostel a hřbitov. Drtivou většinu obyvatel tvořili Švédové, Estonců zde bylo pomálu. Ve srovnání s estonskými nevolníky na pevnině bylo právní postavení místních svobodných švédských sedláků nesrovnatelně lepší. Díky tomu měli možnost rozhodovat o řadě aspektů života na ostrovech. Uchovali si též archaickou řeč a kulturní tradice svých prapředků.

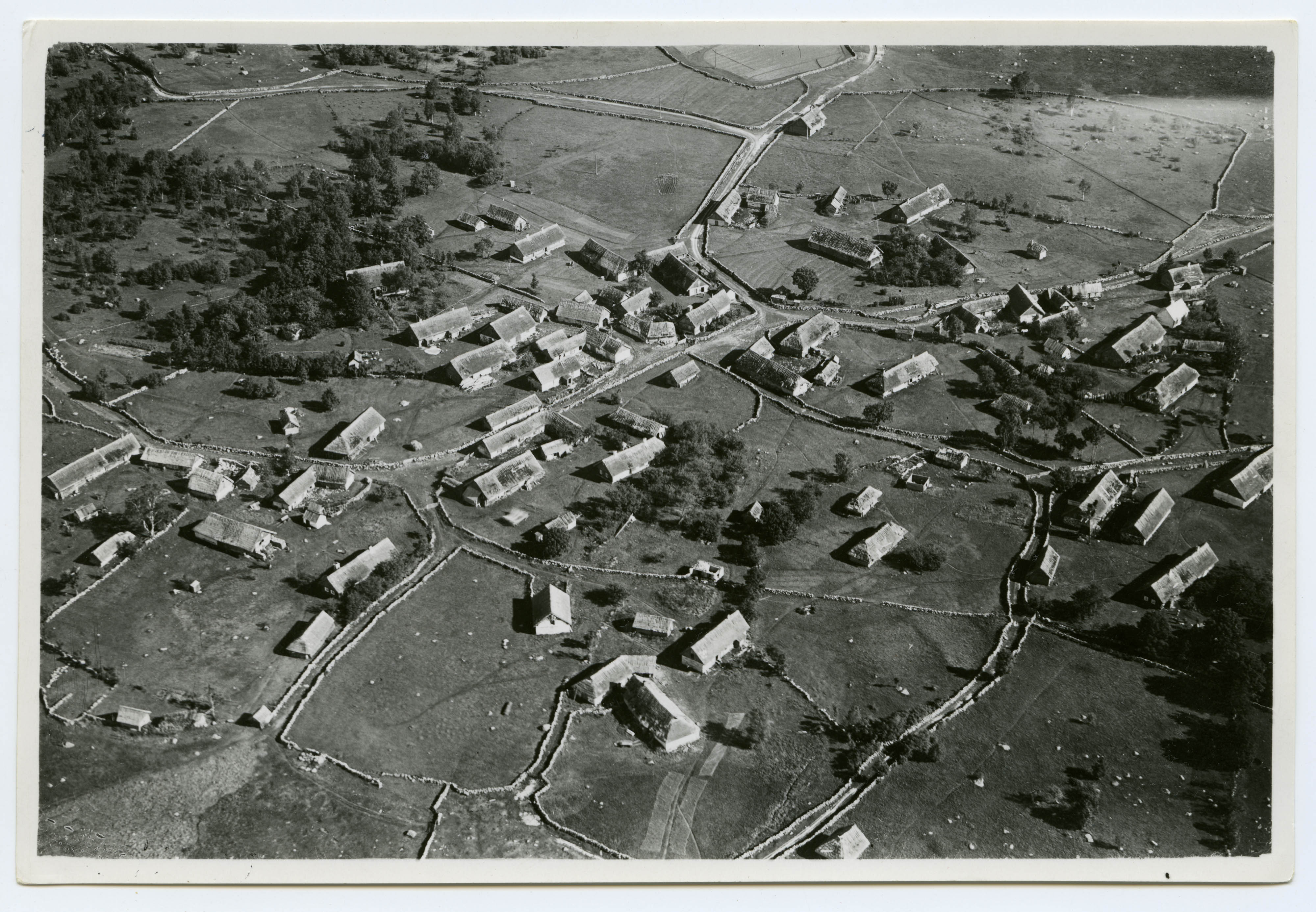
Vesnice Suurküla na ostrově Väike-Pakri ve třicátých letech 20. století

V roce 1934 bylo na ostrovech v pěti vesnicích 119 usedlostí a v nich žilo 354 obyvatel (341 Švédů a 13 jiné národnosti). Na Suur-Pakri byly tři vesnice: Suurküla (Storbyn), Rannaküla (Åsbyn či Strandbyn) a Lepiku (Bisagidbyn), na Väike-Pakri se pak nacházely dvě vesnice: Suurküla (Storbyn) a Väikeküla (Lillbyn). V roce 1935 zde vzniklo muzeum, dokumentující kulturní tradice a život na ostrovech. Jeho sbírky se momentálně nacházejí v Estonském lidovém muzeu. Roku 1938 vznikla obec Pakri, do té doby spadaly ostrovy administrativně pod obec Padise. Tak jako v jiných švédsky mluvících oblastech meziválečného Estonska se i zde projevily estonizační tendence např. ve formě poestonštění místních názvů. Taktéž sekretářem obce mohl být jen estonštinu plynně ovládající občan.
Konec osídlení ostrova je spojen s paktem Molotov–Ribbentrop. V říjnu 1939 ostrov obsadilo sovětské námořnictvo a v červnu 1940 byli všichni obyvatelé nuceně vysídleni. Malé části obyvatel se podařilo 17. října 1939 uprchnout do Švédska, většina však byla repatriována až na konci války v roce 1944. Po válce obsadila ostrovy opět sovětská vojska, ale žilo zde stále ještě několik civilistů a až do roku 1952 zde fungovala malá škola. Ve stejném roce vybudovala armáda hráz spojující oba hlavní ostrovy. Poslední dvě rodiny byly donuceny k odchodu v roce 1965. V této době se ostrovy staly součástí uzavřeného vojenského města Paldiski a místní vojenská posádka čítala přibližně 100 lidí.

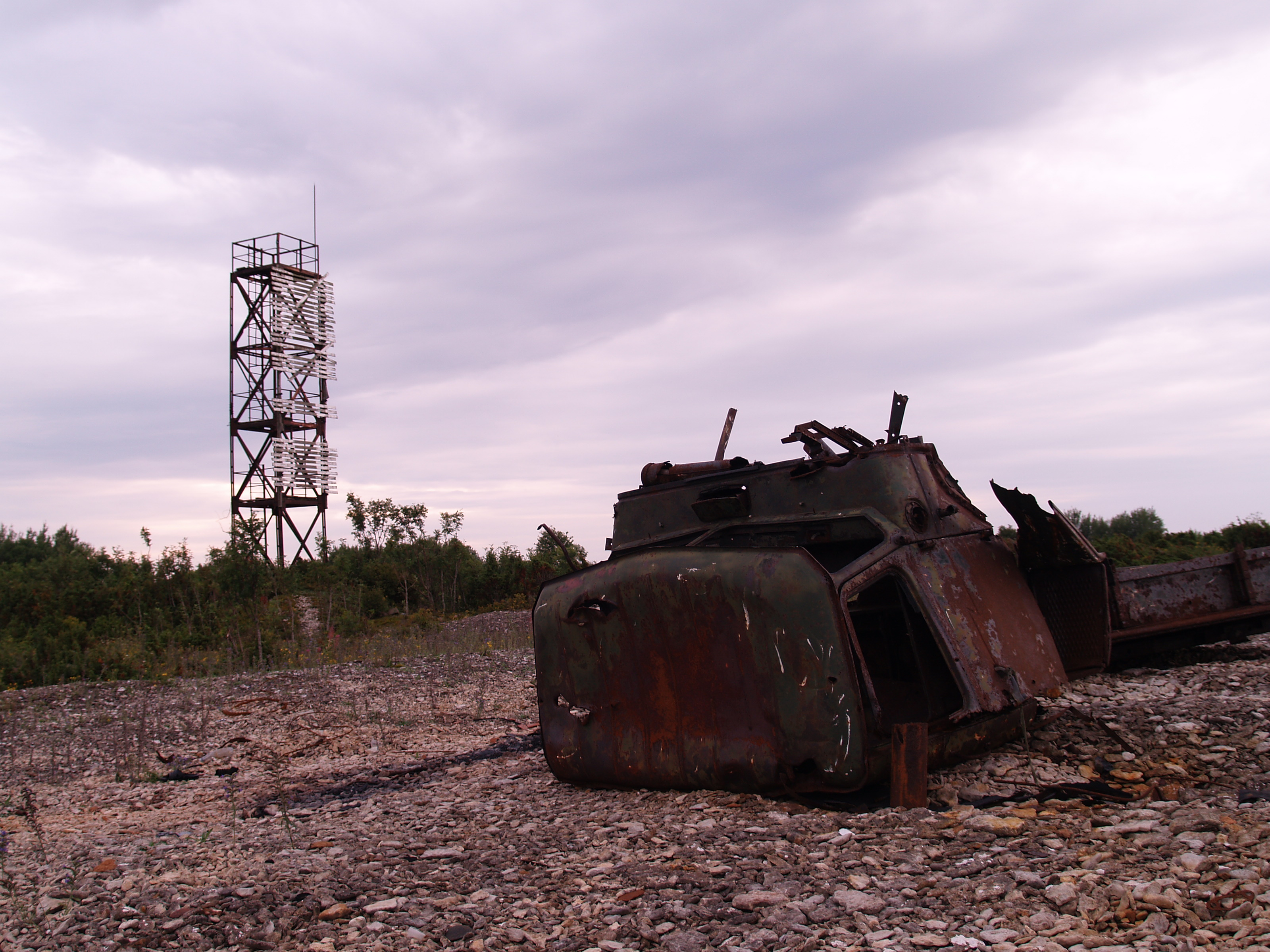
Stopy vojenské přítomnosti na Velkém Pakri

V 70. letech byl na území ostrovů zřízen vojenský újezd sloužící letectvu zemí Varšavské smlouvy k nácviku bombardování. V tomto období byla též zničena většina z doposud stojících vesnic a došlo k vydrancování místních hřbitovů. Poslední cvičné bombardování zde proběhlo v roce 1992. Po odchodu sovětských vojsk byly ostrovy roku 1994 navráceny Estonsku. Hlavním problémem v následném období bylo zneškodnění tisíců kusů nevybuchlé munice. Odminovací práce byly oficiálně ukončeny v roce 1997. V roce 2001 se na Väike-Pakri přistěhoval první stálý obyvatel. V roce 2009 bylo v registru obyvatel na ostrovech evidováno 5 lidí, z nichž tři zde žili celoročně.

## Turistika
V současnosti neexistuje s ostrovy pravidelné lodní spojení. Nejběžnějším způsobem, jak se na ostrovy dostat, je pronajatým člunem z přístavu v Kurkse. Na obou ostrovech jsou značené turistické cesty a na několika místech i informační tabule. Vzhledem k tomu, že se zde i přes rozsáhlé odminovací práce stále nachází nevybuchlá munice, se doporučuje nescházet se značených cest. Kvůli znečištění způsobenému sovětskými vojsky nelze pít vodu z místních zdrojů a pitnou vodu je nutné si vzít s sebou. Kromě unikátních krajinných útvarů patří k turistickým zajímavostem zříceniny místních kostelů a vesnic a částečně dochované hřbitovy. Zajímavé jsou zejména ruiny vesnice Suurküla na ostrově Suur-Pakri, s kompaktním intravilánem, zachovalou strukturou ulic a dodnes velmi dobře patrnými kamennými zídkami zahrad, kde je možné si udělat obrázek o tom, jaký byl život na ostrovech před tím, než ho násilně ukončila druhá světová válka.